# 天のいと高きところには神に栄光あれ
『天のいと高きところには神に栄光あれ』（てんのいとたかきところにはかみにえいこうあれ、Gloria in excelsis Deo）BWV191は、ヨハン・ゼバスティアン・バッハが1743-1746年頃のクリスマス初日の礼拝で初演したラテン語教会音楽。旧バッハ全集では教会カンタータに分類し、それを踏襲したバッハ作品主題目録番号や新バッハ全集でも教会カンタータに分類している。しかしハンス・ヨアヒム・シュルツェとクリストフ・ヴォルフが20世紀末に編纂した「バッハ便覧」では、初めて教会カンタータとは別の「ラテン語教会音楽」の項目に移された。

## 概要
この曲が演奏されるクリスマス初日の礼拝では、厩での誕生とともに、羊飼い達の前に天使の軍団が降臨し、救い主の誕生を継げて唱和するルカ福音書第2章1-14節が朗読される。天使の軍団の歌は「天のいと高きところには神に栄光あれ、善意の人には地に平和あれ」で締めくくられる。
バッハはこれに着目し、1733年7月にザクセン選帝侯フリードリヒ・アウグスト2世に献呈した小ミサ曲のパロディを試み、小ミサ曲から3曲を選抜して歌詞を差し替え、編曲した。これが本稿で述べる3楽章の曲である。この小ミサ曲こそが、バッハの最高傑作と呼ばれる作品の一つ『ミサ曲 ロ短調』BWV232の第1部そのものである。191番が生み出された時期は、ロ短調ミサ曲の完成稿が記述される数年前のことで、おそらくロ短調ミサ曲の作成の準備期間と重なっていたと推測されている。
調性は原曲と同じニ長調→ト長調→ニ長調となっている。191番の歌詞は、上記の天使の歌（第1曲）とラテン語の三位一体頌（第2曲と第3曲に分割）からなるシンプルな作りである。

## 第1曲 合唱「天のいと高きところには神に栄光あれ」（Gloria in excelsis Deo）
合唱5部・トランペット3・ティンパニ・フルート2・弦楽器・通奏低音、前半3/8拍子・後半4/4拍子、ニ長調
ロ短調ミサ曲の第4・5曲「天のいと高きところには神に栄光あれ」（Gloria in excelsis Deo）を移したもので、オーボエとファゴットを抜いている。ティンパニをともなう3本のトランペットをともなう華やかな前奏に続き、合唱のポリフォニーが続く。100小節目で穏やかな曲調に変わり、地の平和への祈りと現状への諦観をフーガで紡いでいく。クライマックスでは、曲調の変化と同時に鳴り止んだトランペットもフーガに加わり、厳粛に締めくくる。

## 第2曲 二重唱「父と子と聖霊に栄光あれ」（Gloria Patri et Filio et Spiritui sancto）
ソプラノ・テノール・フルート・弦楽器・通奏低音、4/4拍子、ト長調
原曲の第8曲「主なる神」（Domine Deus）を短縮したもの。原曲では人の罪を内省するロ短調の合唱「世の罪を除き給う者よ」（Qui tolis peccata mundi）に続くために暗転するが、転用の際に暗転していく第75小節以降の20小節をカットしている。フルートの伴奏は跳躍や逆付点リズムなど躍動感に富み、弱音器をつけた弦楽器群が支えている。原曲の長大な歌詞とは逆に、二重唱の歌詞は三位一体の神を讃える短いもので、常に同じ歌詞を交わしあい、調和している。

## 第3曲 合唱「初めにありし如く」（Sicut erat in principio）
合唱5部・トランペット3・ティンパニ・フルート2・オーボエ2・弦楽器・通奏低音、3/4拍子、ニ長調
原曲の第12曲「聖霊とともに」（Com Sancto Spiritu）のリズム・パターンを変更したもの。特に冒頭は、詩のリズム・パターンがまったく違うため、原曲を聞きなれた聴衆には強い違和感を覚えるほど改編されている。三位一体頌の後半、時間を超越した永遠の栄光を讃美する詩を2回のフーガとその前後に挿入したホモフォニー部分で反復する。フーガの進行とともに器楽の重なりも厚くなり、イン・テンポのまま重厚なアーメン頌を響かせて締めくくる。